# Torino Football Club 2019-2020
Questa voce raccoglie le informazioni riguardanti il Torino Football Club nelle competizioni ufficiali della stagione 2019-2020.

## Stagione
Dopo la conclusione del campionato 2018-19, il Torino viene ammesso in Europa League in sostituzione del Milan: a causare l'esclusione dei rossoneri è il mancato allineamento ai parametri del fair play finanziario. I granata, riapparsi in campo internazionale dopo quattro stagioni d'assenza, sono chiamati a debuttare nel secondo turno delle qualificazioni, rilevando il posto conquistato sul campo dalla Roma (direttamente ammessa alla fase a gironi dopo il ripescaggio dei torinesi). Nei primi due turni, la compagine subalpina elimina il Debrecen e il Sacher Salihorsk; l'accesso alla fase a gruppi viene però negato dal Wolverhampton, che sconfigge il Toro in entrambe le sfide di play-off.. Il campionato inizia invece con due vittorie, a spese di Sassuolo ed Atalanta, che valgono il primato in classifica (al pari di Inter e Juventus) alla sosta di settembre. Al rientro dalla pausa però la squadra non riesce a confermarsi; dalla 3ª alla 11ª giornata i granata ottengono una sola vittoria (contro il Milan), uscendo sconfitti dalle sfide contro Lecce, Sampdoria, Parma, Udinese, Lazio, e Juventus. Così, nonostante i due pareggi utili contro il Napoli e la sorpresa Cagliari, la tifoseria inizia a contestare aspramente la società e i giocatori, esponendo striscioni contro il patron Urbano Cairo, accusandolo di non avere portato la squadra, dopo ben 15 anni di presidenza, a nessun risultato di rilievo. Le vittorie per 0-4 contro il Brescia, 0-1 contro il Genoa e 2-1 contro la Fiorentina permettono al Torino di recuperare, ma la squadra si fa beffare contro il Verona facendosi rimontare da 0-3 a 3-3 negli ultimi 20 minuti e termina il 2019 con una sconfitta interna per 1-2 contro la SPAL (fanalino di coda del campionato) in uno stadio Olimpico Grande Torino privo della tifoseria organizzata. Dopo aver vinto per 0-2 contro la Roma e poi contro il Bologna, il Torino termina il girone d'andata a 27 punti, frutto di 8 vittorie e 3 pareggi, con un buon ottavo posto e vicinissimo alla zona Europa (a -2 dal sesto posto del Cagliari). Nella partita contro l'Atalanta del 25 gennaio 2020, il Torino subisce la peggior sconfitta in casa della propria storia perdendo per 0-7. Nei successivi due incontri di campionato, in casa del Lecce (4-0) e a Torino contro la Sampdoria (1-3), la squadra subisce altri 7 gol, portando il totale di reti incassate in tre partite a 14, il peggior passivo in tre incontri dal gennaio 1959. La sconfitta contro i salentini costa inoltre la panchina al tecnico Walter Mazzarri, sostituito il 4 febbraio 2020 dall'ex calciatore granata Moreno Longo. Tuttavia, nonostante questo ribaltamento, i granata perdono altre 3 partite, contro Sampdoria, Milan e Napoli, ottenendo una striscia negativa di 6 sconfitte consecutive in campionato. Subito dopo il match perso allo stadio San Paolo di Napoli, il campionato di Serie A viene interrotto a causa dell'emergenza Covid-19. Il campionato riprende il 20 giugno: le tre vittorie contro Udinese, Genoa e Brescia, ottenute con squadre in lotta per la salvezza come il Torino, permettono ai granata di salvarsi. Nonostante ciò, sotto la guida di Longo, il girone di ritorno è un disastro: solo 13 punti, frutto di tre vittorie, quattro pareggi e nove sconfitte. Il Torino termina così il campionato al 16º posto con 40 punti, peggior risultato dalla stagione 2008-2009 (18º posto e retrocessione).

## Divise e sponsor
Lo sponsor tecnico per la stagione 2019-2020 è Joma. La presentazione ufficiale delle nuove divise è avvenuta l'11 luglio 2019.. Per la prima maglia viene riproposto il colletto bianco (indossato similmente nella stagione 2013-2014). Il bordo della divisa e delle maniche sono allo stesso modo bianchi.. Il Torino conferma come main sponsor Suzuki, come official sponsor Beretta e come sleeve sponsor (presente sulla manica sinistra della maglia) N°38 Wüber. EdiliziAcrobatica è invece il nuovo back sponsor.
| Casa | Trasferta | Terza divisa |

## Organigramma societario
Consiglio di Amministrazione
- Presidente: Urbano Cairo
- Vice Presidente: Giuseppe Cairo
- Consiglieri: Giuseppe Ferrauto, Uberto Fornara, Marco Pompignoli

Direzione generale e organizzativa
- Direttore generale: Antonio Comi
- Direttore operativo: Alberto Barile
- Team Manager: Giuseppe Santoro, poi Emiliano Moretti

Area Tecnica
- Direttore tecnico: Davide Vagnati (dal 14 maggio 2020)
- Direttore sportivo: Massimo Bava (fino al 14 maggio 2020)
- Collaboratore Tecnico Societario: Emiliano Moretti

Segreteria
- Segretario Generale: Vincenzo D'Ambrosio
- Segreteria: Sonia Pierro, Marco Capizzi, Giulia Bellato

Area Comunicazione
- Responsabile Ufficio Stampa: Piero Venera
- Ufficio Stampa e Supporter Liaison Officer: Andrea Canta
- Social media manager: Andrea Santoro

Area Commerciale
- Direzione Commerciale: Cairo Pubblicità

Area Amministrativa
- Direttore Amministrativo: Luca Boccone

Area Sanitaria
- Responsabile Sanitario: Rodolfo Tavana
- Medico Sociale: Paolo Gola
- Massofisioterapista: Silvio Fortunato, Gianluca Beccia, Giuseppe Malizia
- Fisioterapista: Alessandro Gatta
- Fisioterapista - Osteopata: Massimiliano Greco
- Podologo: Mauro Dispenza

Area Stadio Olimpico e Biglietteria
- Responsabile biglietteria e Vice Delegato Sicurezza: Fabio Bernardi
- Addetto biglietteria e Vice Delegato Sicurezza: Dario Mazza
- Delegato per la Sicurezza: Roberto Follis
- RSPP: Corrado Fancello

Magazzino
- Magazzinieri: Luca Finetto, Giuseppe Fioriti, Angelo Ghiron, Marco Pasin, Gianni Piazzolla, Giuseppe Stella, Antonio Vigato.

## Rosa
| N. |                           | Ruolo | Calciatore                     |
| -- | ------------------------- | ----- | ------------------------------ |
| 4  | Brasile (bandiera)        | D     | Lyanco                         |
| 5  | Italia (bandiera)         | D     | Armando Izzo                   |
| 7  | Serbia (bandiera)         | C     | Saša Lukić                     |
| 8  | Italia (bandiera)         | C     | Daniele Baselli (vicecapitano) |
| 9  | Italia (bandiera)         | A     | Andrea Belotti (capitano)      |
| 10 | Spagna (bandiera)         | A     | Iago Falque                    |
| 11 | Italia (bandiera)         | A     | Simone Zaza                    |
| 14 | Italia (bandiera)         | D     | Kevin Bonifazi                 |
| 15 | Argentina (bandiera)      | D     | Cristian Ansaldi               |
| 17 | Costa d'Avorio (bandiera) | D     | Wilfried Singo                 |
| 18 | Kosovo (bandiera)         | P     | Samir Ujkani                   |
| 19 | Italia (bandiera)         | A     | Jean Freddi Greco              |
| 20 | Italia (bandiera)         | A     | Simone Edera                   |
| 21 | Spagna (bandiera)         | C     | Alejandro Berenguer            |
| 22 | Italia (bandiera)         | A     | Vincenzo Millico               |
| 23 | Francia (bandiera)        | C     | Soualiho Meïté                 |
| 24 | Italia (bandiera)         | A     | Simone Verdi                   |
| 25 | Italia (bandiera)         | P     | Antonio Rosati                 |
| 27 | Italia (bandiera)         | A     | Vittorio Parigini              |

| N. |                           | Ruolo | Calciatore            |
| -- | ------------------------- | ----- | --------------------- |
| 27 | Marocco (bandiera)        | D     | Emin Ghazoini         |
| 29 | Italia (bandiera)         | D     | Lorenzo De Silvestri  |
| 30 | Costa d'Avorio (bandiera) | D     | Koffi Djidji          |
| 33 | Camerun (bandiera)        | D     | Nicolas Nkoulou       |
| 34 | Nigeria (bandiera)        | D     | Ola Aina              |
| 36 | Brasile (bandiera)        | D     | Gleison Bremer        |
| 39 | Italia (bandiera)         | P     | Salvatore Sirigu      |
| 44 | Italia (bandiera)         | C     | Mattia Sandri         |
| 45 | Romania (bandiera)        | C     | Mihael Onisa          |
| 56 | Italia (bandiera)         | D     | Patrick Enrici        |
| 77 | Italia (bandiera)         | C     | Christian Celesia     |
| 80 | Francia (bandiera)        | C     | Michel Adopo          |
| 88 | Venezuela (bandiera)      | C     | Tomás Rincón          |
| 89 | Italia (bandiera)         | P     | Luca Gemello          |
| 90 | Italia (bandiera)         | A     | Nicola Rauti          |
| 93 | Uruguay (bandiera)        | C     | Diego Laxalt          |
| 94 | Italia (bandiera)         | D     | Filippo Gilli         |
| 99 | Italia (bandiera)         | D     | Alessandro Buongiorno |

## Calciomercato

### Sessione estiva(dal 1º/7 al 2/9)
| Acquisti         | Acquisti               | Acquisti      | Acquisti                         |
| R.               | Nome                   | da            | Modalità                         |
| ---------------- | ---------------------- | ------------- | -------------------------------- |
| P                | Samir Ujkani           |               | svincolato                       |
| D                | Cristian Ansaldi       | Inter         | riscatto cartellino              |
| D                | Koffi Djidji           | Nantes        | riscatto cartellino              |
| D                | Ola Aina               | Chelsea       | riscatto cartellino              |
| C                | Diego Laxalt           | Milan         | prestito con diritto di riscatto |
| A                | Simone Zaza            | Valencia      | riscatto cartellino              |
| A                | Simone Verdi           | Napoli        | prestito con obbligo di riscatto |
| Altre operazioni |                        |               |                                  |
| R.               | Nome                   | da            | Modalità                         |
| P                | Vanja Milinković-Savić | Ascoli        | fine prestito                    |
| P                | Andrea Zaccagno        | Vibonese      | fine prestito                    |
| P                | Tommaso Cucchietti     | Alessandria   | fine prestito                    |
| D                | Lyanco                 | Bologna       | fine prestito                    |
| D                | Kevin Bonifazi         | SPAL          | riscatto cartellino              |
| D                | Alessandro Fiordaliso  | Teramo        | fine prestito                    |
| D                | Lorenzo Carissoni      | Carrarese     | fine prestito                    |
| D                | Alessandro Buongiorno  | Carpi         | fine prestito                    |
| C                | Samuel Gustafson       | Hellas Verona | fine prestito                    |
| C                | Jacopo Segre           | Venezia       | fine prestito                    |
| C                | Shady Oukhadda         | Albissola     | fine prestito                    |
| A                | Simone Edera           | Bologna       | fine prestito                    |
| A                | Lucas Boyé             | AEK Atene     | fine prestito                    |
| A                | Manuel De Luca         | Alessandria   | fine prestito                    |
| A                | Leonardo Candellone    | Pordenone     | fine prestito                    |
| A                | Karlo Butić            | Arezzo        | fine prestito                    |

| Cessioni         | Cessioni               | Cessioni        | Cessioni                                          |
| R.               | Nome                   | a               | Modalità                                          |
| ---------------- | ---------------------- | --------------- | ------------------------------------------------- |
| P                | Salvador Ichazo        |                 | svincolato                                        |
| D                | Emiliano Moretti       |                 | fine carriera                                     |
| D                | Erick Ferigra          | Ascoli          | prestito                                          |
| A                | Vitalie Damașcan       | Fortuna Sittard | prestito con diritto di riscatto e controriscatto |
| Altre operazioni |                        |                 |                                                   |
| R.               | Nome                   | a               | Modalità                                          |
| P                | Vanja Milinković-Savić | Standard Liegi  | prestito con diritto di riscatto                  |
| P                | Alberto Savini         | Albinoleffe     | prestito                                          |
| P                | Tommaso Cucchietti     | Südtirol        | prestito                                          |
| P                | Alessandro Zanellato   | Gubbio          | prestito                                          |
| P                | Luca Gemello           | Fermana         | prestito                                          |
| D                | Carlão                 |                 | svincolato                                        |
| D                | Lorenzo Carissoni      | Lecco           | prestito                                          |
| D                | Ali Samake             | Lecco           | prestito                                          |
| D                | Matteo Procopio        | Lecco           | prestito                                          |
| D                | Alessandro Fiordaliso  | Venezia         | prestito con diritto di riscatto e controriscatto |
| D                | Danilo Avelar          | Corinthians     | definitivo                                        |
| D                | Filippo Gilli          | Alessandria     | prestito                                          |
| C                | Adem Ljajić            | Beşiktaş        | definitivo                                        |
| C                | Shady Oukhadda         | Robur Siena     | prestito                                          |
| C                | Ben Lhassine Kone      | Cosenza         | prestito                                          |
| C                | Jacopo Segre           | ChievoVerona    | prestito con diritto di riscatto e controriscatto |
| C                | Samuel Gustafson       | Cremonese       | definitivo                                        |
| A                | Lucas Boyé             | Reading         | prestito con diritto di riscatto                  |
| A                | M'Baye Niang           | Rennes          | definitivo                                        |
| A                | Manuel De Luca         | Virtus Entella  | prestito con diritto di riscatto e controriscatto |
| A                | Karlo Butić            | Cesena          | prestito                                          |
| A                | Leonardo Candellone    | Pordenone       | prestito                                          |

### Sessione invernale(dal 2/1 al 31/1)
| Acquisti         | Acquisti | Acquisti | Acquisti |
| R.               | Nome     | da       | Modalità |
| ---------------- | -------- | -------- | -------- |
|                  |          |          |          |
| Altre operazioni |          |          |          |
| R.               | Nome     | da       | Modalità |
|                  |          |          |          |

| Cessioni         | Cessioni              | Cessioni       | Cessioni                         |
| R.               | Nome                  | a              | Modalità                         |
| ---------------- | --------------------- | -------------- | -------------------------------- |
| D                | Diego Laxalt          | Milan          | fine prestito                    |
| D                | Kevin Bonifazi        | SPAL           | prestito con obbligo di riscatto |
| C                | Vittorio Parigini     | Genoa          | definitivo                       |
| A                | Iago Falque           | Genoa          | prestito con diritto di riscatto |
| Altre operazioni |                       |                |                                  |
| R.               | Nome                  | a              | Modalità                         |
| P                | Andrea Zaccagno       | Virtus Entella | prestito                         |
| D                | Alessandro Buongiorno | Trapani        | prestito                         |
| C                | Nicolò De Angelis     | Gozzano        | definitivo                       |
| A                | Nicola Rauti          | Monza          | prestito                         |

## Risultati

### Serie A

#### Girone di andata
| Arbitro: | Fabbri (Ravenna) |

|                      |           |            |
| Zaza 14’ Belotti 55’ | Marcatori | 69’ Caputo |

| Arbitro: | Doveri (Roma) |

|                 |           |                                     |
| Zapata 38’, 54’ | Marcatori | 24’ Bonifazi 57’ Berenguer 66’ Izzo |

| Arbitro: | Giua (Olbia) |

|                    |           |                        |
| Belotti 58’ (rig.) | Marcatori | 35’ Farias 73’ Mancosu |

| Arbitro: | Giacomelli (Trieste) |

|                |           |  |
| Gabbiadini 56’ | Marcatori |  |

| Arbitro: | Guida (Torre Annunziata) |

|                  |           |                   |
| Belotti 72’, 76’ | Marcatori | 19’ (rig.) Piątek |

| Arbitro: | La Penna (Roma) |

|                                           |           |                                |
| Kulusevski 2’ Cornelius 45+3’ Inglese 88’ | Marcatori | 12’ Ansaldi 43’ (rig.) Belotti |

| Torino 6 ottobre 2019, ore 18:00 CEST 7ª giornata | Torino        | 0 – 0 referto | Napoli | Stadio Olimpico Grande Torino (24 343 spett.)\| Arbitro: \| Doveri (Roma) \| |
| Arbitro:                                          | Doveri (Roma) |               |        |                                                                              |

| Arbitro: | Abisso (Palermo) |

|           |           |  |
| Okaka 42’ | Marcatori |  |

| Arbitro: | Fabbri (Ravenna) |

|          |           |            |
| Zaza 69’ | Marcatori | 40’ Nández |

| Arbitro: | Orsato (Schio) |

|                                                        |           |  |
| Acerbi 25’ Immobile 33’, 70’ (rig.) Belotti 90’ (aut.) | Marcatori |  |

| Arbitro: | Doveri (Roma) |

|  |           |             |
|  | Marcatori | 70’ de Ligt |

| Arbitro: | Guida (Torre Annunziata) |

|  |           |                                                   |
|  | Marcatori | 17’ (rig.), 26’ (rig.) Belotti 75’, 80’ Berenguer |

| Arbitro: | Maresca (Napoli) |

|  |           |                                     |
|  | Marcatori | 12’ Martínez 32’ de Vrij 55’ Lukaku |

| Arbitro: | Massa (Imperia) |

|  |           |            |
|  | Marcatori | 77’ Bremer |

| Arbitro: | Giacomelli (Trieste) |

|                      |           |               |
| Zaza 22’ Ansaldi 72’ | Marcatori | 90+1’ Cáceres |

| Arbitro: | La Penna (Roma) |

|                                            |           |                                |
| Pazzini 69’ (rig.) Verre 76’ Stępiński 84’ | Marcatori | 36’, 61’ Ansaldi 55’ Berenguer |

| Arbitro: | Fabbri (Ravenna) |

|           |           |                           |
| Rincón 4’ | Marcatori | 42’ Strefezza 81’ Petagna |

| Arbitro: | Di Bello (Brindisi) |

|  |           |                           |
|  | Marcatori | 45+2’, 86’ (rig.) Belotti |

| Arbitro: | Piccinini (Forlì) |

|               |           |  |
| Berenguer 11’ | Marcatori |  |

#### Girone di ritorno
| Arbitro: | Massa (Imperia) |

|                      |           |                      |
| Boga 61’ Berardi 73’ | Marcatori | 20’ (aut.) Locatelli |

| Arbitro: | Guida (Torre Annunziata) |

|  |           |                                                                            |
|  | Marcatori | 17’, 53’, 54’ Iličič 29’ Gosens 45+1’ (rig.) Zapata 86’ (rig.), 88’ Muriel |

| Arbitro: | Rocchi (Firenze) |

|                                                    |           |  |
| Deiola 11’ Barak 19’ Falco 64’ Lapadula 78’ (rig.) | Marcatori |  |

| Arbitro: | Valeri (Roma) |

|           |           |                                          |
| Verdi 56’ | Marcatori | 70’, 75’ Ramírez 79’ (rig.) Quagliarella |

| Arbitro: | Fabbri (Ravenna) |

|           |           |  |
| Rebić 25’ | Marcatori |  |

| Arbitro: | Irrati (Pistoia) |

|              |           |           |
| N'Koulou 15’ | Marcatori | 31’ Kucka |

| Arbitro: | Mariani (Aprilia) |

|                            |           |             |
| Manōlas 19’ Di Lorenzo 82’ | Marcatori | 90+1’ Edera |

| Arbitro: | Maresca (Napoli) |

|             |           |  |
| Belotti 16’ | Marcatori |  |

| Arbitro: | Mariani (Aprilia) |

|                                                             |           |                        |
| Nandez 12’ Simeone 18’ Nainggolan 46’ João Pedro 69’ (rig.) | Marcatori | 60’ Bremer 65’ Belotti |

| Arbitro: | Massa (Imperia) |

|                   |           |                         |
| Belotti 5’ (rig.) | Marcatori | 48’ Immobile 72’ Parolo |

| Arbitro: | Maresca (Napoli) |

|                                                      |           |                      |
| Dybala 3’ Cuadrado 29’ Ronaldo 61’ Djidji 87’ (aut.) | Marcatori | 45+6’ (rig.) Belotti |

| Arbitro: | Doveri (Roma) |

|                                        |           |                 |
| Matějů 48’ (aut.) Belotti 58’ Zaza 86’ | Marcatori | 21’ Torregrossa |

| Arbitro: | Massa (Imperia) |

|                                  |           |             |
| Young 48’ Godin 51’ Martinez 61’ | Marcatori | 17’ Belotti |

| Arbitro: | Rocchi (Firenze) |

|                                  |           |  |
| Bremer 32’ Lukic 76’ Belotti 90’ | Marcatori |  |

| Arbitro: | Mariani (Aprilia) |

|                              |           |  |
| Lyanco 2’ (aut.) Cutrone 75’ | Marcatori |  |

| Arbitro: | Valeri (Roma) |

|          |           |                   |
| Zaza 67’ | Marcatori | 56’ (rig.) Borini |

| Arbitro: | Abisso (Palermo) |

|                  |           |           |
| D'Alessandro 80’ | Marcatori | 57’ Verdi |

| Arbitro: | Piccinini (Forlì) |

|                         |           |                                           |
| Berenguer 14’ Singo 65’ | Marcatori | 16’ Dzeko 23’ Smalling 61’ (rig.) Diawara |

| Arbitro: | Di Martino (Teramo) |

|              |           |          |
| Svanberg 18’ | Marcatori | 66’ Zaza |

### Coppa Italia

#### Fase finale
| Arbitro: | Sacchi (Macerata) |

|                                       |                      |                                    |
| De Silvestri 23’                      | Marcatori            | 14’ Favilli                        |
| Belotti Millico Rincón Aina Berenguer | Tiri di rigore 5 – 3 | Destro Favilli Cassata Radovanović |

| Arbitro: | Pasqua (Tivoli) |

|                                                         |           |                 |
| Bonaventura 12’ Çalhanoğlu 90+1’, 106’ Ibrahimović 108’ | Marcatori | 34’, 71’ Bremer |

### UEFA Europa League

#### Fase di qualificazione
| Arbitro: | Maae |

|                                           |           |  |
| Belotti 20’ (rig.) Ansaldi 42’ Zaza 90+3’ | Marcatori |  |

| Arbitro: | Jović |

|           |           |                                             |
| Garba 52’ | Marcatori | 25’ Zaza 32’ Izzo 69’ Belotti 90+2’ Millico |

| Arbitro: | Stefański |

|                                                               |           |  |
| Belotti 2’, 63’ (rig.) Izzo 15’ De Silvestri 72’ Bonifazi 76’ | Marcatori |  |

| Arbitro: | Petrescu |

|                     |           |          |
| Yanush 90+1’ (rig.) | Marcatori | 80’ Zaza |

#### Spareggi
| Arbitro: | Dias |

|                                     |           |                                        |
| De Silvestri 61’ Belotti 89’ (rig.) | Marcatori | 43’ (aut.) Bremer 59’ Jota 72’ Jiménez |

| Arbitro: | Gil Manzano |

|                            |           |             |
| Jiménez 30’ Dendoncker 59’ | Marcatori | 58’ Belotti |

## Statistiche
Statistiche aggiornate al 2 agosto 2020.

### Statistiche di squadra
| Competizione  | Punti         | In casa | In casa | In casa | In casa | In casa | In casa | In trasferta                    | In trasferta | In trasferta | In trasferta | In trasferta | In trasferta | Totale | Totale | Totale | Totale | Totale | Totale | DR  |
| Competizione  | Punti         | G       | V       | N       | P       | Gf      | Gs      | G                               | V            | N            | P            | Gf           | Gs           | G      | V      | N      | P      | Gf     | Gs     | DR  |
| ------------- | ------------- | ------- | ------- | ------- | ------- | ------- | ------- | ------------------------------- | ------------ | ------------ | ------------ | ------------ | ------------ | ------ | ------ | ------ | ------ | ------ | ------ | --- |
| Serie A       | 40            | 19      | 7       | 4       | 8       | 23      | 30      | 19                              | 4            | 4            | 11           | 23           | 38           | 38     | 11     | 7      | 20     | 46     | 68     |     |
| Coppa Italia  | quarti finale | 1       | 0       | 1       | 0       | 1       | 1       | 1 \| 2 \| 4 \| 2 \| 0 \| 1 \| 1 | -2           |              |              |              |              |        |        |        |        |        |        |     |
| Europa League | -             | 3       | 2       | 0       | 1       | 10      | 3       | 3                               | 1            | 1            | 1            | 6            | 4            | 6      | 3      | 1      | 2      | 16     | 7      | 9   |
| Totale        | 40            | 23      | 9       | 5       | 9       | 34      | 34      | 23                              | 5            | 4            | 14           | 31           | 46           | 46     | 14     | 9      | 23     | 65     | 80     | -15 |

### Andamento in campionato
| Giornata  | 1 | 2 | 3 | 4  | 5 | 6 | 7 | 8  | 9  | 10 | 11 | 12 | 13 | 14 | 15 | 16 | 17 | 18 | 19 | 20 | 21 | 22 | 23 | 24 | 25 | 26 | 27 | 28 | 29 | 30 | 31 | 32 | 33 | 34 | 35 | 36 | 37 | 38 |
| --------- | - | - | - | -- | - | - | - | -- | -- | -- | -- | -- | -- | -- | -- | -- | -- | -- | -- | -- | -- | -- | -- | -- | -- | -- | -- | -- | -- | -- | -- | -- | -- | -- | -- | -- | -- | -- |
| Luogo     | C | T | C | T  | C | T | C | T  | C  | T  | C  | T  | C  | T  | C  | T  | C  | T  | C  | T  | C  | T  | C  | T  | C  | T  | C  | T  | C  | T  | C  | T  | C  | T  | C  | T  | C  | T  |
| Risultato | V | V | P | P  | V | P | N | P  | N  | P  | P  | V  | P  | V  | V  | N  | P  | V  | V  | P  | P  | P  | P  | P  | N  | P  | V  | P  | P  | P  | V  | P  | V  | P  | N  | N  | P  | N  |
| Posizione | 6 | 3 | 6 | 10 | 6 | 8 | 9 | 10 | 11 | 12 | 14 | 11 | 11 | 10 | 9  | 9  | 10 | 9  | 8  | 9  | 12 | 12 | 13 | 14 | 15 | 15 | 13 | 13 | 13 | 16 | 15 | 16 | 15 | 15 | 16 | 16 | 16 | 16 |

Fonte:  Serie A – Classifiche, su sport.sky.it, Sky Sport. URL consultato il 1º luglio 2019 (archiviato dall'url originale l'11 settembre 2014).
Legenda:

Luogo: C = Casa; T = Trasferta. Risultato: V = Vittoria; N = Pareggio; P = Sconfitta.

### Statistiche dei giocatori
| Giocatore       | Serie A  | Serie A | Serie A     | Serie A    | Coppa Italia | Coppa Italia | Coppa Italia | Coppa Italia | Europa League | Europa League | Europa League | Europa League | Totale   | Totale | Totale      | Totale     |
| Giocatore       | Presenze | Reti    | Ammonizioni | Espulsioni | Presenze     | Reti         | Ammonizioni  | Espulsioni   | Presenze      | Reti          | Ammonizioni   | Espulsioni    | Presenze | Reti   | Ammonizioni | Espulsioni |
| --------------- | -------- | ------- | ----------- | ---------- | ------------ | ------------ | ------------ | ------------ | ------------- | ------------- | ------------- | ------------- | -------- | ------ | ----------- | ---------- |
| M. Adopo        | 2        | 0       | 0           | 0          | -            | -            | -            | -            | -             | -             | -             | -             | 2        | 0      | 0           | 0          |
| O. Aina         | 32       | 0       | 8           | 0          | 2            | 0            | 1            | 0            | 3             | 0             | 0             | 0             | 37       | 0      | 9           | 0          |
| C. Ansaldi      | 27       | 5       | 7           | 0          | -            | -            | -            | -            | 5             | 1             | 2             | 0             | 32       | 6      | 9           | 0          |
| D. Baselli      | 16       | 0       | 3           | 0          | -            | -            | -            | -            | 5             | 0             | 2             | 0             | 21       | 0      | 5           | 0          |
| A. Belotti      | 36       | 16      | 4           | 0          | 2            | 0            | 0            | 0            | 6             | 6             | 1             | 0             | 44       | 22     | 5           | 0          |
| A. Berenguer    | 29       | 6       | 4           | 0          | 2            | 0            | 0            | 0            | 5             | 0             | 1             | 0             | 36       | 6      | 5           | 0          |
| K. Bonifazi     | 3        | 1       | 0           | 0          | 1            | 0            | 0            | 0            | 4             | 1             | 0             | 0             | 8        | 2      | 0           | 0          |
| G. Bremer       | 27       | 3       | 2           | 2          | 2            | 2            | 0            | 0            | 6             | 0             | 3             | 0             | 35       | 5      | 5           | 2          |
| C. Celesia      | 1        | 0       | 0           | 0          | -            | -            | -            | -            | -             | -             | -             | -             | 1        | 0      | 0           | 0          |
| L. De Silvestri | 29       | 0       | 2           | 0          | 2            | 1            | 0            | 0            | 6             | 2             | 0             | 0             | 37       | 3      | 2           | 0          |
| K. Djidji       | 17       | 0       | 0           | 0          | 2            | 0            | 0            | 0            | 0             | 0             | 0             | 0             | 19       | 0      | 0           | 0          |
| S. Edera        | 13       | 1       | 2           | 1          | -            | -            | -            | -            | 0             | 0             | 0             | 0             | 13       | 1      | 2           | 1          |
| I. Falque       | 4        | 0       | 0           | 0          | -            | -            | -            | -            | 1             | 0             | 0             | 0             | 5        | 0      | 0           | 0          |
| A. Izzo         | 31       | 1       | 5           | 2          | 1            | 0            | 1            | 0            | 5             | 2             | 0             | 0             | 37       | 3      | 6           | 2          |
| S. Lukić        | 30       | 1       | 5           | 1          | 2            | 0            | 0            | 0            | 4             | 0             | 2             | 0             | 36       | 1      | 7           | 1          |
| Lyanco          | 17       | 0       | 5           | 0          | 1            | 0            | 0            | 0            | 0             | 0             | 0             | 0             | 18       | 0      | 5           | 0          |
| D. Laxalt       | 16       | 0       | 3           | 0          | 2            | 0            | 0            | 0            | -             | -             | -             | -             | 18       | 0      | 3           | 0          |
| S. Meïté        | 33       | 0       | 5           | 0          | 1            | 0            | 1            | 1            | 6             | 0             | 1             | 0             | 40       | 0      | 7           | 1          |
| V. Millico      | 11       | 0       | 0           | 0          | 2            | 0            | 0            | 0            | 3             | 1             | 0             | 0             | 16       | 1      | 0           | 0          |
| N. Nkoulou      | 31       | 1       | 4           | 1          | 2            | 0            | 0            | 0            | 5             | 0             | 0             | 0             | 38       | 1      | 4           | 1          |
| V. Parigini     | 0        | 0       | 0           | 0          | -            | -            | -            | -            | 0             | 0             | 0             | 0             | 0        | 0      | 0           | 0          |
| T. Rincón       | 32       | 1       | 11          | 0          | 2            | 0            | 1            | 0            | 5             | 0             | 1             | 0             | 39       | 1      | 13          | 0          |
| A. Rosati       | 1        | -1      | 0           | 0          | -            | -            | -            | -            | 0             | 0             | 0             | 0             | 1        | -1     | 0           | 0          |
| S. Sirigu       | 36       | -64     | 4           | 0          | 2            | -5           | 0            | 0            | 6             | -7            | 0             | 0             | 44       | -76    | 4           | 0          |
| W. Singo        | 4        | 1       | 0           | 0          | -            | -            | -            | -            | 3             | 0             | 0             | 0             | 7        | 1      | 0           | 0          |
| S. Ujkani       | 1        | -3      | 0           | 0          | -            | -            | -            | -            | 0             | 0             | 0             | 0             | 1        | -3     | 0           | 0          |
| S. Verdi        | 33       | 2       | 4           | 0          | 1            | 0            | 0            | 0            | -             | -             | -             | -             | 34       | 2      | 4           | 0          |
| S. Zaza         | 24       | 6       | 7           | 0          | 1            | 0            | 0            | 0            | 6             | 3             | 2             | 0             | 31       | 9      | 9           | 0          |

## Giovanili

### Organigramma
- Primavera
  - Allenatore: Marco Sesia

### Piazzamenti
- Primavera:
  - Campionato: campionato sospeso per Covid-19.[32]
  - Coppa Italia: Ottavi di Finale.
  - Torneo di Viareggio: rinviata a data da destinarsi per Covid-19[33]
- Berretti:
  - Campionato: non iscritto.

- Under-17:
  - Campionato:  campionato sospeso per Covid-19[34]
- Under-16:
  - Campionato: campionato sospeso per Covid-19
- Under-15:
  - Campionato: campionato sospeso per Covid-19